# João Rodrigues (misionero)

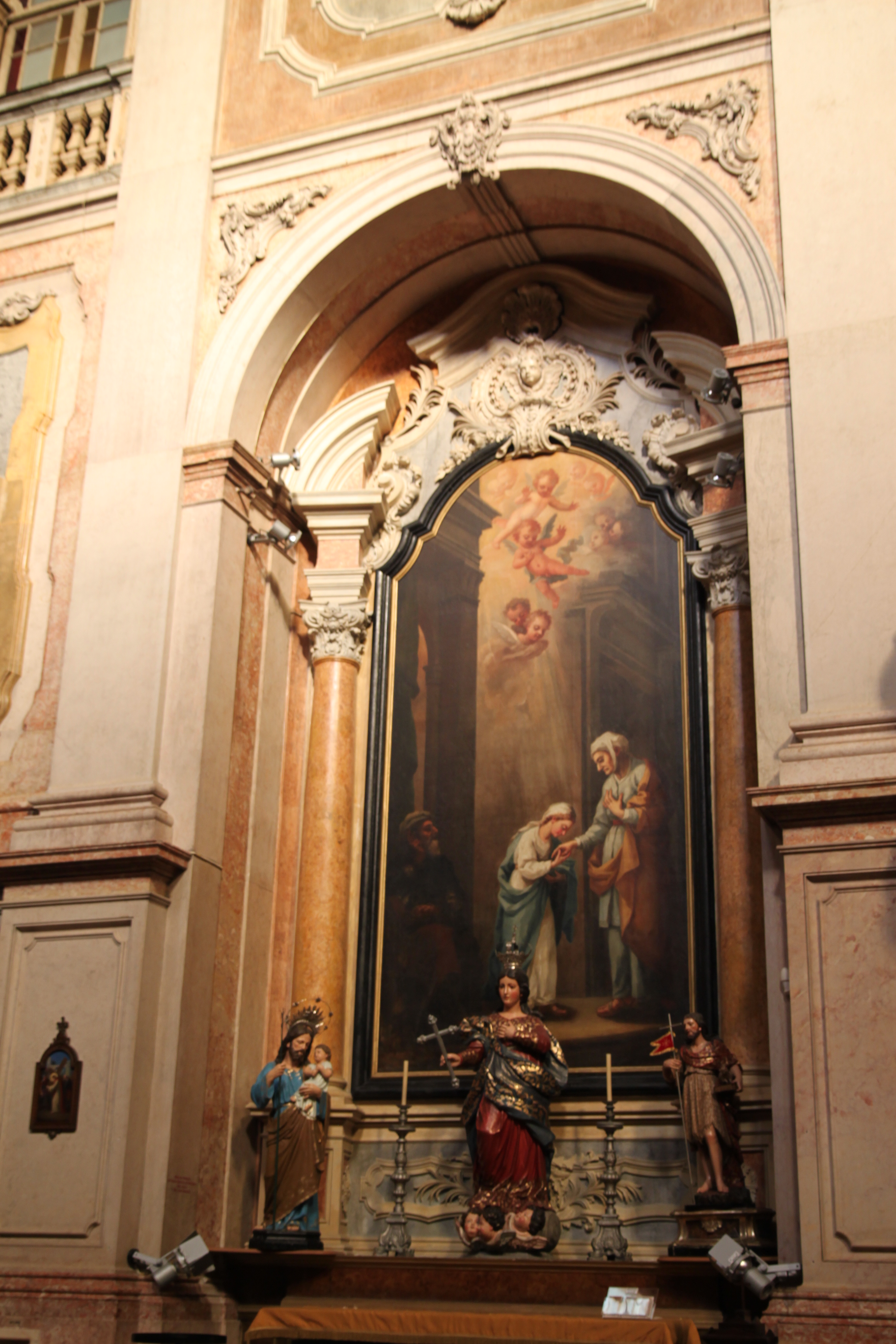
Interior de la iglesia de Nuestra señora de la Encarnación.

João Rodrigues (Sernancelhe, 1558, 1560 o 1561-Macao, 1633 o 1634) fue un
sacerdote jesuita portugués, misionero en Japón. Fue también
lingüista, y escribió el primer diccionario japonés-portugués y la
primera gramática de la lengua japonesa. Es conocido en Japón como João Rodrigues Tçuzu (el intérprete).

## Biografía
Con solo 14 años, João Rodrigues embarcó con destino a la India. Poco después de su llegada a Japón en 1577, fue iniciado en la Compañía de Jesús. Se dedicó a la enseñanza de la gramática y del latín y al aprendizaje de la lengua japonesa y algunos años más tarde concluyó los estudios en teología en
Nagasaki.
Tras ser ordenado sacerdote en Macao regresó a Japón, donde se hizo comerciante, diplomático, político e intérprete entre los japoneses y los navegantes extranjeros. Su fluidez en el habla del idioma oriental le mereció una relación especial con los principales líderes japoneses durante el periodo de guerra civil y de la consolidación del shogunato de Tokugawa Ieyasu. En esta época también testificaría a la expansión de la presencia portuguesa en esta nación y a la llegada del primer inglés, William Adams.
Durante este periodo, tuvo la oportunidad de escribir sus observaciones sobre la vida japonesa, incluyendo eventos políticos del surgimiento del shogunato y una descripción detallada de la ceremonia del té. En sus escritos reveló una apertura de espíritu sobre la cultura de su país anfitrión, y llegó a elogiar
la santidad de los monjes budistas.
João Rodrigues sería expulsado de Japón en el año de 1610, como consecuencia de un incidente con el navío portugués Madre de Deus. Este navío había estado envuelto en un conflicto en Macao en 1609, en el cual fueron muertos marineros japoneses. Al volver a Nagasaki, las autoridades japonesas intentaron abordar y prender al capitán André Pessoa. En la escaramuza, el navío fue incendiado y se hundió al intentar salir del puerto de la ciudad y, como represalia por el incidente diplomático, los misioneros cristianos fueron
expulsados del país.
De vuelta en Macao, Rodrigues se dedicó a la investigación de los orígenes de las comunidades cristianas establecidas allí desde el siglo XIII. Falleció el 1 de agosto de 1633, habiendo quedado sepultado en la entonces iglesia de São Paulo (que hoy son las Ruinas de la Catedral de San Pablo de Macao).

## Obras
Considerado un clásico para el conocimiento de Japón y una de las bases para
el estudio del japonés arcaico, la obra del padre João Rodrigues está compuesta
por:
- Vocabvlario da Lingoa de Iapam (Vocabulario de la Lengua del Japón, Nippo jisho en japonés), el primer diccionario japonés-portugués (1603).
- Arte da Lingoa de Iapam (Arte de la Lengua del Japón, Nihon-dai bunten en japonés), la primera gramática de la lengua japonesa (1604).
- História da Igreja no Japão (Historia de la Iglesia en el Japón), que incluyen también las observaciones del jesuita sobre la historia y la cultura del Japón de su época y de las décadas anteriores. Partes de este manuscrito fueron copiadas (probablemente transcritas a partir de un dictado oral) en Macao a mediados del siglo XVII y acabaron por llegar a Lisboa. El original y otra copia fueron enviados a Manila y después a Madrid. El original continúa en la capital española, pero el segundo pasó a manos privadas.

## Representaciones en la cultura
- El personaje Martin Alvito, de la novela Shogun (de James Clavell) y de la miniserie de televisión homónima, está libremente basado en João Rodrigues.